# Chitrahattihalli, Sorab
Chitrahattihalli là một làng thuộc tehsil Sorab, huyện Shimoga, bang Karnataka, Ấn Độ.